# Solomiac
Solomiac (gaskognisch gleichlautend) ist eine französische Gemeinde mit 499 Einwohnern (Stand 1. Januar 2022) im Département Gers in der Region Okzitanien (vor 2016 Midi-Pyrénées). Sie gehört zum Arrondissement Condom und zum Kanton Gimone-Arrats. Die Einwohner werden Solomiacais genannt.

## Lage
Solomiac liegt etwa 40 Kilometer westnordwestlich von Toulouse. Nachbargemeinden sind Avensac im Norden, Maubec im Osten, Sarrant im Südosten, Labrihe im Süden, Monfort im Südwesten und Westen, Homps im Westen sowie Estramiac im Nordwesten.

## Geschichte
Eustache de Beaumarchais gründete 1322 hier die Bastide.

### Bevölkerungsentwicklung
| Jahr                       | 1962 | 1968 | 1975 | 1982 | 1990 | 1999 | 2006 | 2011 | 2020 |
| Einwohner                  | 519  | 505  | 446  | 391  | 363  | 364  | 414  | 483  | 488  |
| Quellen: Cassini und INSEE |      |      |      |      |      |      |      |      |      |

## Sehenswürdigkeiten
- Kirche Saint-Blaise in Fezensaguet-Lomagne
- Markthalle, seit 1973 Monument historique

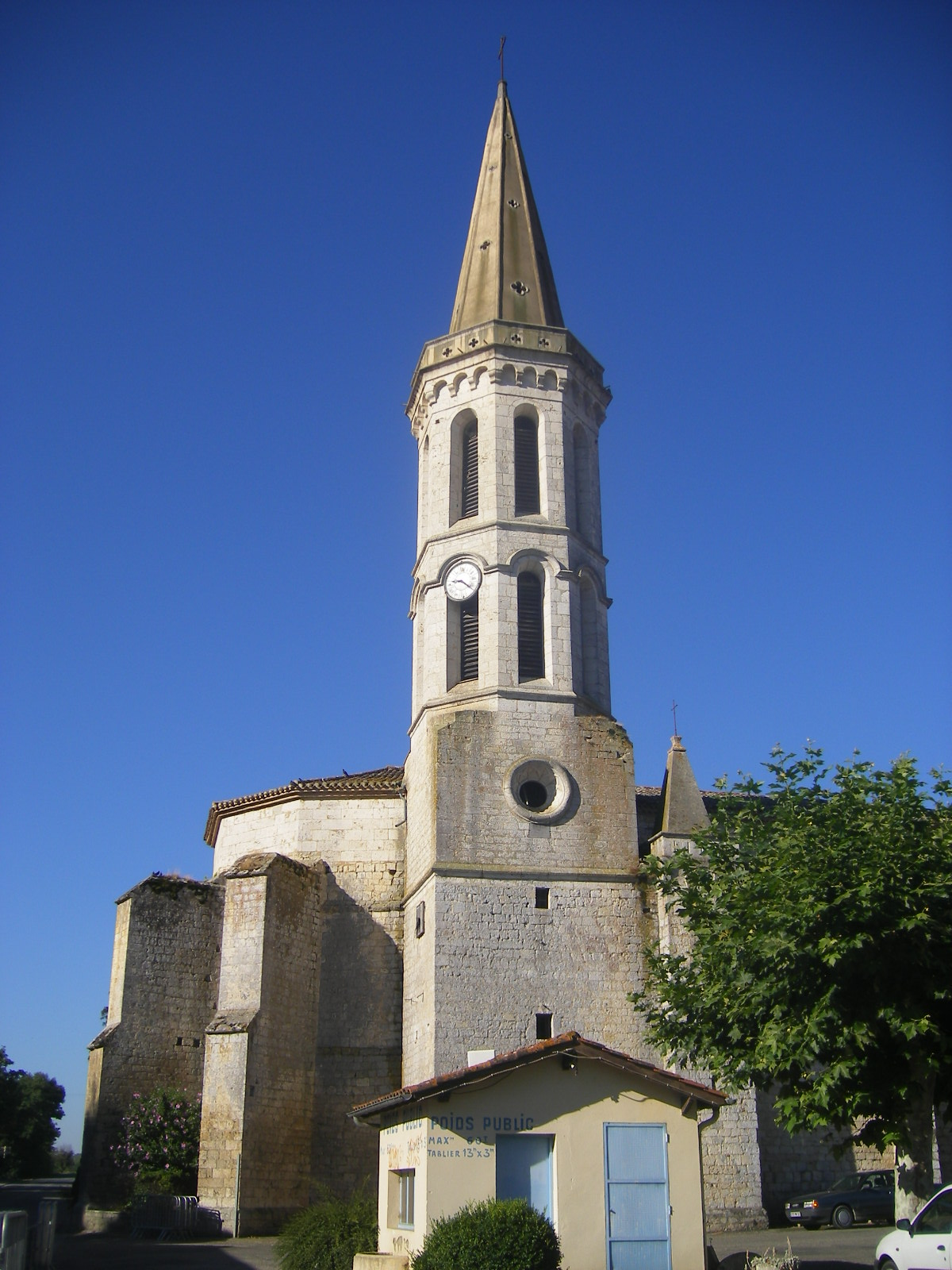
Kirche Saint-Blaise
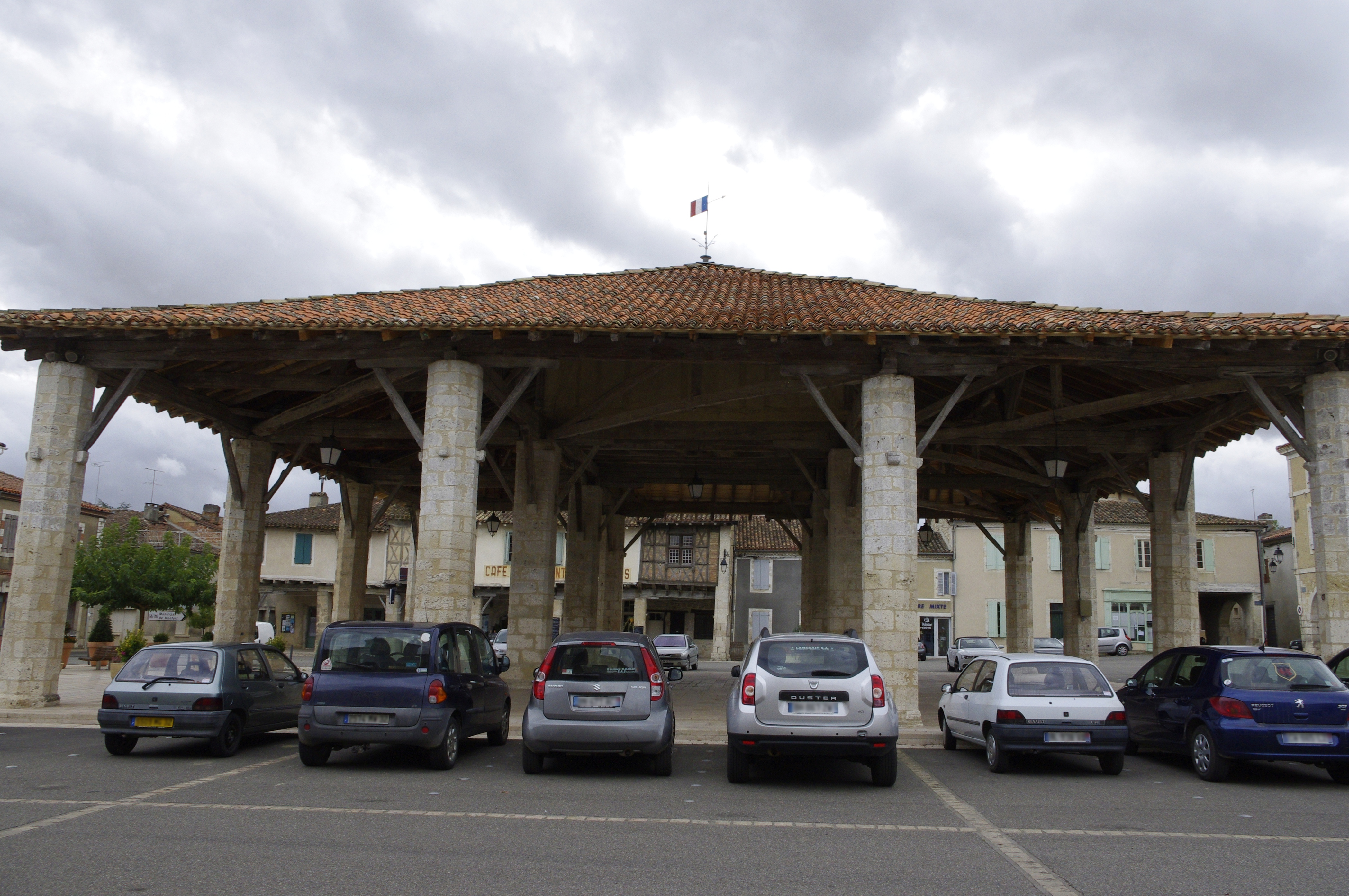
Markthalle
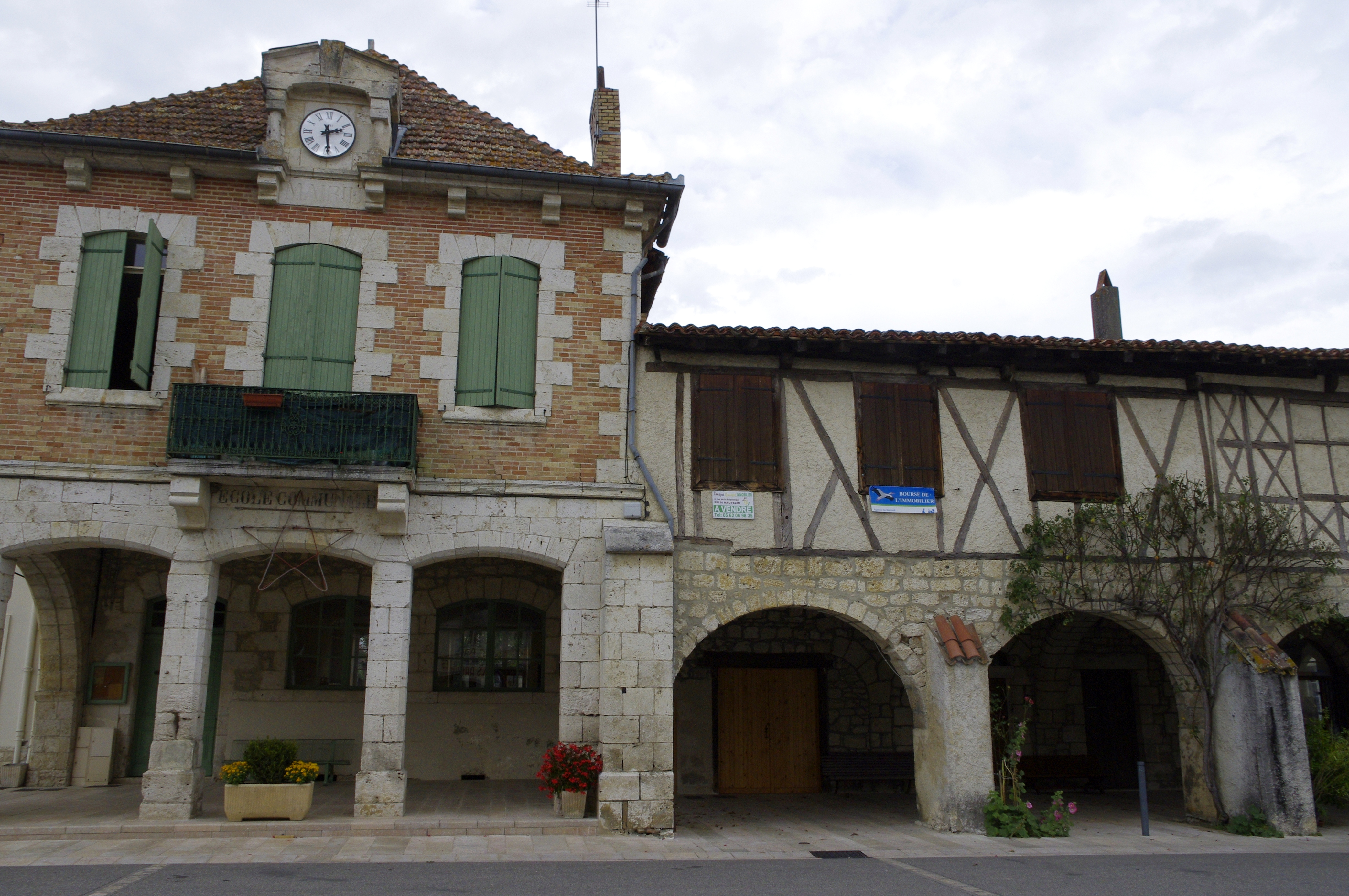
Grundschule